# Bjarne Forchhammer
Bjarne Forchhammer (14. september 1903 i Neu-Isenburg, Tyskland – 3. april 1970 i Aarhus) var en dansk skuespiller og teaterdirektør.
Han var søn af Viggo Forchhammer og blev student fra Sortedam Gymnasium i 1921.
Uddannet på Det kongelige Teaters elevskole i 1924 og debut samme år.
Frem til 1938 var han tilknyttet Dagmarteatret og Casino.
Han var direktør for Aalborg Teater 1938-1940 (i samarbejde med skuespilleren Jakob Nielsen) og igen fra 1954-1960.
Gennem 1940'erne var han ansat på flere københavnske teatre, hvor han også virkede som instruktør.
Han nåede ligeledes at indspille en række film.
Fra 1962 engageret til Det Ny Teater.

## Filmografi
Blandt de film han medvirkede i kan nævnes:
- Kongen bød – 1938
- Barnet – 1940
- Vagabonden – 1940
- Jeg har elsket og levet – 1940
- Tante Cramers testamente – 1941
- Peter Andersen – 1941
- Forellen – 1942
- Afsporet – 1942
- Når man kun er ung – 1943
- Ebberød Bank – 1943
- Biskoppen – 1944
- Bedstemor går amok – 1944
- Ta', hvad du vil ha' – 1947
- For frihed og ret – 1949
- John og Irene – 1949
- Min kone er uskyldig – 1950
- Susanne – 1950
- Flemming og Kvik – 1960
- Een blandt mange – 1961
- Ullabella – 1961
- Min kone fra Paris - 1961
- Rikki og mændene – 1962
- Det var en lørdag aften – 1968